# Lycaste niesseniae
Lycaste niesseniae är en orkidéart som beskrevs av Henry Francis Oakeley. Lycaste niesseniae ingår i släktet Lycaste och familjen orkidéer.
Artens utbredningsområde är Colombia. Inga underarter finns listade i Catalogue of Life.